# Bolat Schämischew
Bolat Bidachmetuly Schämischew (kasachisch Болат Бидахметұлы Жәмішев, russisch Болат Бидахметович Жамишев Bolat Bidachmetowitsch Schamischew; * 28. Juni 1957 in Altyn-Emel, Kasachische SSR) ist ein kasachischer Politiker und Ökonom.

## Leben
Bolat Schämischew wurde 1957 im Dorf Altyn-Emel im heutigen Gebiet Almaty geboren. 1981 machte er einen Abschluss in Wirtschaftswissenschaften am Kasachischen Landwirtschaftsinstitut.
Nach seinem Hochschulabschluss arbeitete er zunächst in einem staatlichen Landwirtschaftsbetrieb. Ab 1984 war er als Doktorand und später als Mitarbeiter am kasachischen Forschungsinstitut für Wirtschaft und Organisation in der Abteilung für Agroindustrie tätig. Von 1992 bis 1993 war er stellvertretender Vorsitzender des Exekutivkomitees des Kongresses der Unternehmer von Kasachstan. Anschließend arbeitete er für die Kasachische Nationalbank, unter anderem als stellvertretender Direktor der Abteilung für Wirtschaftsforschung und Prognosen und als Direktor der Abteilung für Forschung und Statistik. Nach vier Jahren verließ er die Nationalbank und wurde im Juli 1997 stattdessen Direktor der Nationalen Rentenagentur, die dem Ministerium für Arbeit und Sozialschutz unterstellt ist. Nur wenige Monate später bekam er im November desselben Jahres als stellvertretender Minister für Arbeit und Sozialschutz zum ersten Mal eine politische Position in der kasachischen Regierung, der er dann ab März 1999 als stellvertretender Finanzminister angehörte. Zwischen Juni 2001 und Februar 2002 bekleidete er das Amt des stellvertretenden Innenministers und anschließend war er nochmals bis Februar 2003 stellvertretenden Finanzminister
Im Februar 2003 wurde Schämischew stellvertretender Vorsitzender der Kasachischen Nationalbank. Anschließend wurde er am 6. Januar 2004 stellvertretender Vorsitzender der Agentur zur Aufsicht über den Finanzmarkt. Diese Behörde leitete er zwei Jahre lang, bevor er ab Juni 2006 für die Eurasische Entwicklungsbank arbeitete. Am 13. November 2007 wurde er unter Premierminister Kärim Mässimow zum kasachischen Finanzminister. Am 6. November 2013 wechselte er als Minister vom Finanzministerium ins Ministerium für regionale Entwicklung, das er bis zu dessen Auflösung im August 2014 leitete. Danach war er bis April 2019 Vorstandsvorsitzender der kasachischen Entwicklungsbank. Seit dem 25. Februar 2019 war er außerdem auch unabhängiger Direktor der Tsesnabank, die zwei Monate später in Jýsan Bank umbenannt wurde. Am 26. Juni 2020 wurde er von dieser Position entlassen.
Am 17. April 2020 wurde er zum Präsidenten des Verwaltungsrates der kasachischen Sozialkrankenkasse gewählt.